# Alvin și veverițele (serie de filme)

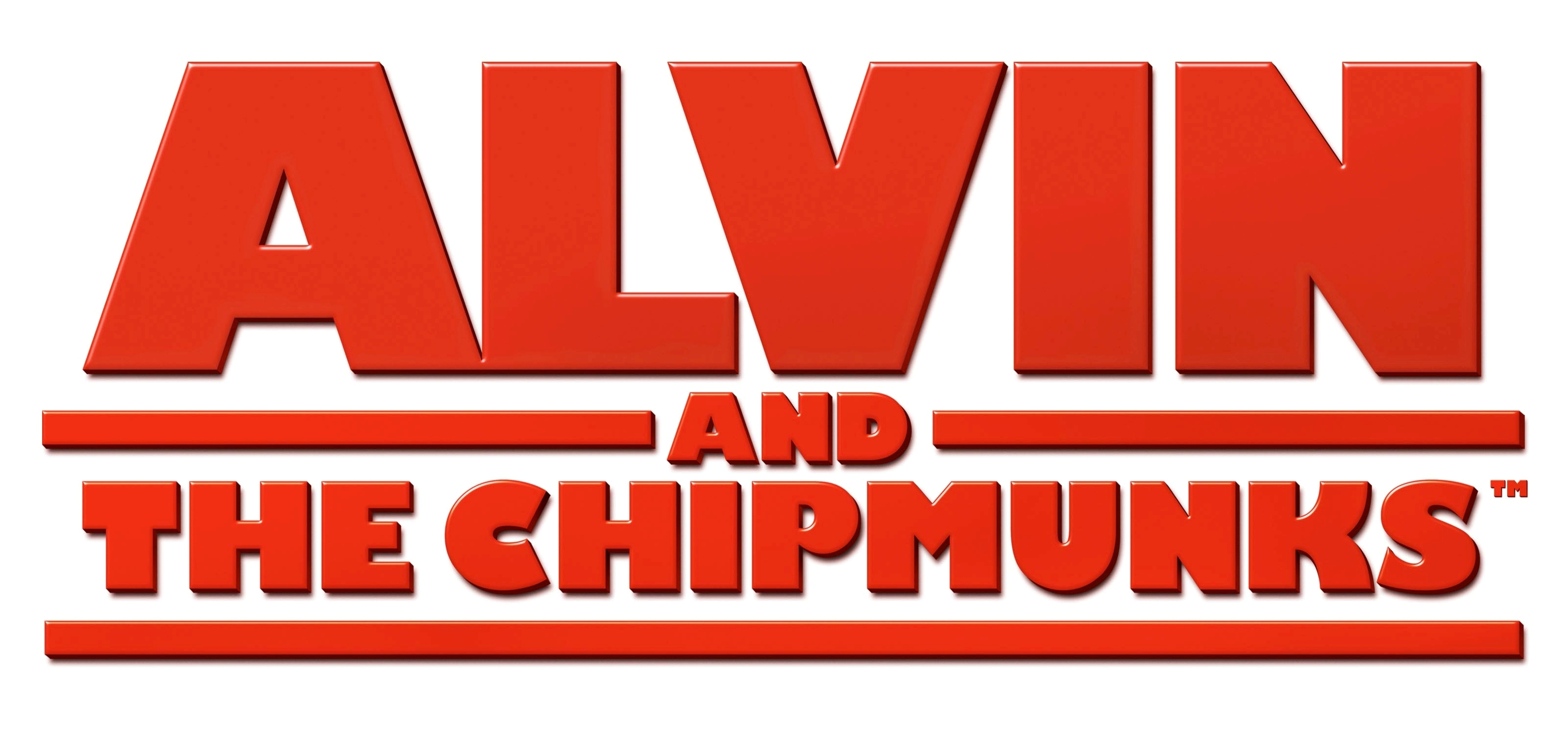
Siglă filmului

Seria de filme Alvin și veverițele (în engleză Alvin and the Chipmunks) creată de Regency Enterprises este compusă din:

## Filme
- Alvin și veverițele (2007)
- Alvin și veverițele 2 (2009)
- Alvin și veverițele: Naufragiați (2011)
- Alvin și veverițele: Marea aventură (2015)